# آلكسندر سيتنيك
آلكسندر سيتنيك (بالأوكرانية: Ситник Олександр Борисович)‏ (2 يناير 1941 بفينيتسا في أوكرانيا - ) هو لاعب كرة قدم أوكراني في مركز الوسط. لعب مع أرسنال كييف ونادي كارباتي لفيف وFC Kharkiv ‏ وهوفيرلا أوجهورود ‏.

## وصلات خارجية
- آلكسندر سيتنيك على موقع اتحاد أوكرانيا (الإنجليزية)
- آلكسندر سيتنيك على موقع قاعدة بيانات كرة القدم.إي يو (الإنجليزية)
- آلكسندر سيتنيك على موقع Soccerway.com (الإنجليزية)